# José Luis Ortiz Moreno
José Luis Ortiz Moreno (n. 1967) es un astrónomo español, del Instituto de Astrofísica de Andalucía, donde dirige un grupo de investigación. Fue vicedirector de Tecnología y director del Observatorio de Sierra Nevada.
El 29 de julio de 2005, Ortiz anunció el descubrimiento en el Cinturón de Kuiper de un objeto que fue catalogado provisionalmente como (136108) 2003 EL61. El 17 de septiembre de 2008 se le asignó el nombre definitivo de Haumea.
Michael E. Brown y su equipo de Caltech habían observado el mismo objeto y le dieron el nombre de "Santa". Brown inicialmente apoyó a Ortiz y su equipo dando crédito a su descubrimiento, si bien después se mantienen diferencias respecto a cual de los dos fue el primero, dado que Ortiz tuvo acceso previo a las investigaciones de Brown. Aunque según ha manifestado repetidas veces el equipo español, ese acceso no tuvo ninguna influencia en su descubrimiento. 